# سامي نلسون
سامي نلسون (بالإنجليزية: Sammy Nelson)‏ (1 أبريل 1949 بلفاست المملكة المتحدة لبريطانيا العظمى وأيرلندا - ) هو لاعب كرة قدم أيرلندي شمالي يلعب كمدافع، شارك في كأس العالم لكرة القدم 1982.

## مسيرته الكروية
لعب سامي نلسون خلال مسيرته الاحترافية مع ناديين في أربعة عشر موسمًا وسجل خلالها 11 هدفًا ضمن 295 مباراة. حيث فاز في موسمين بالكأس وفي موسم واحد بالدوري.
خاض سامي نلسون مسيرته مع نادي أرسنال في موسم 1969–70 ليلعب معه اثنا عشر موسمًا، مشاركًا في 255 مباراة سجل خلالها 10 أهداف. ثم انتقل إلى نادي برايتون أند هوف ألبيون في موسم 1981–82 ولمدة موسمين، حيث شارك في 40 مباراة سجل خلالها هدفًا واحدًا.

## روابط خارجية
- سامي نلسون على موقع الاتحاد الدولي (مؤرشف)  (الإنجليزية)
- سامي نلسون على موقع قاعدة بيانات كرة القدم.إي يو (الإنجليزية)
- سامي نلسون على موقع ناشيونال فوتبول تيمز (الإنجليزية)